# Coupe du monde de rugby à XIII 1957
Navigation
Édition précédente Édition suivante
La seconde édition de la Coupe du monde de rugby à XIII de la Fédération internationale de rugby à XIII (RLIF) se déroule en Australie du 15 juin 1957 au 25 juin 1957. Cette édition marque le cinquantième anniversaire de l'arrivée du rugby à XIII en Australie. L'Australie remporte cette édition forte de ses trois victoires en autant de rencontres, dispensant cette fois-ci d'organiser une finale contrairement à l'édition précédente en 1954. A la place, il est organisé un match d'exhibition entre le vainqueur et le Reste du monde.
L'Australie, battue quelques mois auparavant par la sélection britannique, ne pensait pas pouvoir soulever le trophée, mais elle parvient à remporter leur opposition 31-6 et reste invaincue au cours de cette édition qui voit les autres nations ne remporter qu'une seule rencontre chacune.

## France
Les sélectionneurs sont Jean Duhau et René Duffort.
| Nom                 | Âge | Matchs (Ptsmarqués) pendant l'édition | Club               |
| ------------------- | --- | ------------------------------------- | ------------------ |
| Antranick Apellian  | 27  | 4 (3)                                 | Marseille          |
| Gilbert Benausse    | 25  | 2 (0)                                 | Carcassonne        |
| Gabriel Berthomieu  | 33  | 4 (6)                                 | Albi               |
| Henri Delhoste      | 25  | 4 (15)                                | XIII Catalan       |
| René Ferrero        | 30  | 0 (0)                                 | Marseille          |
| Jean Foussat        | 25  | 4 (3)                                 | Villeneuve-sur-Lot |
| Guy Husson          | 25  | 2 (3)                                 | Albi               |
| René Jean           | 26  | 1 (0)                                 | Avignon            |
| Antoine Jimenez     | 28  | 4 (0)                                 | Villeneuve-sur-Lot |
| Francis Lévy        | 26  | 4 (3)                                 | XIII Catalan       |
| Robert Médus        | 28  | 4 (3)                                 | XIII Catalan       |
| Jacques Merquey (c) | 27  | 4 (3)                                 | Avignon            |
| Augustin Parent     | 21  | 1 (0)                                 | Avignon            |
| André Rives         | 33  | 4 (0)                                 | Albi               |
| Jean Rouqueirol     | 25  | 4 (26)                                | Avignon            |
| Armand Save         | 25  | 2 (0)                                 | Bordeaux           |
| Gilbert Verdié      | 28  | 2 (0)                                 | Albi               |
| Maurice Voron       | 28  | 0 (0)                                 | Lyon               |

## Classement
| Classement final |                 |   |   |   |   |    |    |     |
|                  | Équipe          | J | V | N | D | PP | PC | Pts |
| 1                | Australie       | 3 | 3 | 0 | 0 | 82 | 20 | 6   |
| 2                | Grande-Bretagne | 3 | 1 | 0 | 2 | 50 | 65 | 2   |
| 3                | Nlle-Zélande    | 3 | 1 | 0 | 2 | 44 | 60 | 2   |
| 4                | France          | 3 | 1 | 0 | 2 | 28 | 59 | 2   |

| 15 juin | Australie       | 25 - 5  | Nlle-Zélande    | Brisbane Cricket Ground, Brisbane |
| 15 juin | France          | 5 - 23  | Grande-Bretagne | Sydney Cricket Ground, Sydney     |
| 17 juin | Australie       | 31 - 6  | Grande-Bretagne | Sydney Cricket Ground, Sydney     |
| 17 juin | France          | 14 - 10 | Nlle-Zélande    | Brisbane Cricket Ground, Brisbane |
| 22 juin | Australie       | 26 - 9  | France          | Sydney Cricket Ground, Sydney     |
| 25 juin | Grande-Bretagne | 21 - 29 | Nlle-Zélande    | Sydney Cricket Ground, Sydney     |

### Détails des matchs
| Sélectionneur : |
| Poole           |

| Sélectionneur : |
| Telford         |

| Sélectionneur : |
| Poole           |

| Sélectionneur : |
| Telford         |

| Sélectionneur : |
| Duhau           |

| Sélectionneur :       |
| Fallowfield et Rawson |

| Sélectionneur : |
| Duhau           |

| Sélectionneur :       |
| Fallowfield et Rawson |

| Sélectionneur : |
| Poole           |

| Sélectionneur :       |
| Fallowfield et Rawson |

| Sélectionneur : |
| Poole           |

| Sélectionneur :       |
| Fallowfield et Rawson |

| Sélectionneur : |
| Duhau           |

| Sélectionneur : |
| Telford         |

| Sélectionneur : |
| Duhau           |

| Sélectionneur : |
| Telford         |

| Sélectionneur : |
| Poole           |

| Sélectionneur : |
| Duhau           |

| Sélectionneur : |
| Poole           |

| Sélectionneur : |
| Duhau           |

| Sélectionneur :       |
| Fallowfield et Rawson |

| Sélectionneur : |
| Telford         |

| Sélectionneur :       |
| Fallowfield et Rawson |

| Sélectionneur : |
| Telford         |